# توني جوردن (روائية)
توني جوردن (بالإنجليزية: Toni Jordan)‏ (1966، بريزبان في أستراليا)؛ روائية أسترالية.